# بيتسي بريان
بيتسي بريان (بالإنجليزية: Betsy Bryan)‏ هي عالمة مصريات أمريكية، ولدت في 1949.
تشغل حاليا كرسي إسكندر بدوي في الفن والآثار المصرية ودراسات الشرق الأدنى في جامعة جون هوبكنز.